# Mondragon (Vaucluse)
Mondragon  ist eine französische Kleinstadt mit 3756 Einwohnern (Stand 1. Januar 2022) im Département Vaucluse in der Region Provence-Alpes-Côte d’Azur. Sie gehört zum Kanton Bollène im Arrondissement Carpentras.

## Geografie
Mondragon liegt im Tricastin in der Provence an der Autoroute A 7 zwischen Bollène im Norden und Mornas im Süden, 97 Kilometer nordöstlich von Montpellier und 14 Kilometer nordwestlich von Orange. Die Rhône und der Lez, ein Nebenfluss der Rhône, fließen durch das Gemeindegebiet. Die Stadt liegt am Canal de Donzère-Mondragon, einem Schifffahrtskanal, der eine Flussschlinge der Rhône abkürzt und südlich der Stadt wieder in den Fluss einmündet. Zu Mondragon gehört der Weiler Derboux. Nachbargemeinden von Mondragon sind Lamotte-du-Rhône im Südwesten, Bollène im Nordwesten, Mornas im Südosten und Saint-Étienne-des-Sorts im Südwesten. Das Gemeindegebiet umfasst 4065 Hektar, die mittlere Höhe beträgt 126 Meter über dem Meeresspiegel, die Mairie steht auf einer Höhe von 50 Metern.
Mondragon ist einer Klimazone des Typs Cfb (nach Köppen und Geiger) zugeordnet: Warmgemäßigtes Regenklima (C), vollfeucht (f), wärmster Monat unter 22 °C, mindestens vier Monate über 10 °C (b). Es herrscht Seeklima mit gemäßigtem Sommer.

## Geschichte
Im Ortsteil Saint-Jean, der zwischen der Eisenbahnlinie und dem Kanal liegt, wurde eine gallo-römische Villa entdeckt, in der unter anderem eine Statue gefunden wurde, die einen gallischen Krieger darstellt. Sie wird im Steinmuseum Musée Calvet von Avignon ausgestellt.
Mondragon wurde im Jahre 1137 zum ersten Mal urkundlich als Mons Draconis (lateinisch für „Berg des Drachen“) erwähnt.

## Politik
Mondragon gehört zum Gemeindeverband Rhône-Lez-Provence und unterhält eine Städtepartnerschaft mit Lenola in Italien.
Wappenbeschreibung: In Silber ein blauer Reichsapfel mit goldenen Reifen und aufgesetztem Kreuz.

## Sehenswürdigkeiten

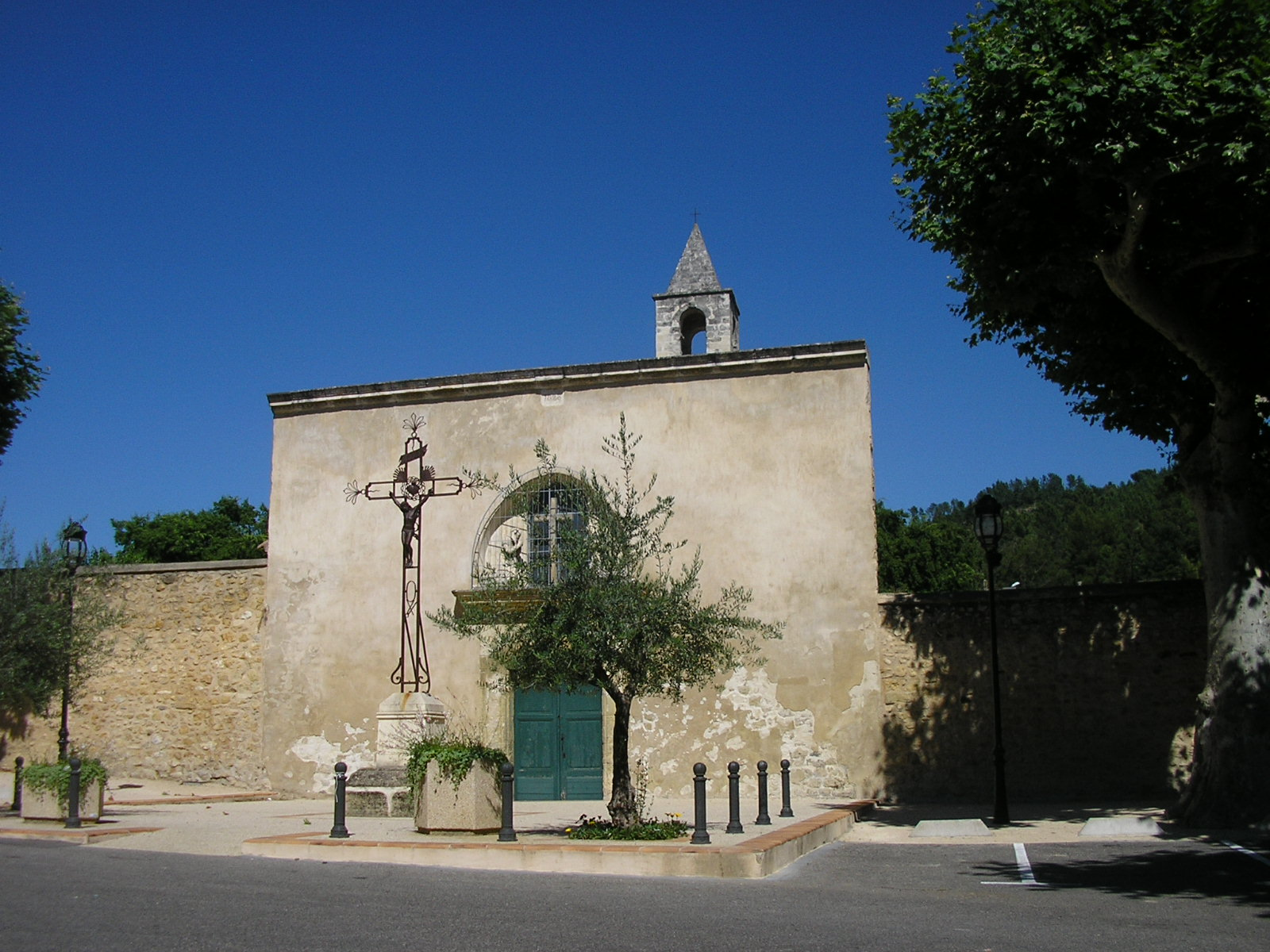
Eingang zum Friedhof

Die romanische Friedhofskapelle Saint-Pierre-aux-Liens in Derboux wurde gegen Ende des 12. Jahrhunderts erbaut. Im Inneren befindet sich ein Fresko aus dem Beginn des 13. Jahrhunderts, das die Jungfrau Maria darstellt. Die Kapelle wurde im 19. Jahrhundert umgebaut. Sie befindet sich heute im Besitz der Gemeinde und wurde 1997 als Monument historique (‚historisches Denkmal‘) klassifiziert.
Das Hôtel de Suze stammt aus dem 16. Jahrhundert. Es befindet sich im Privatbesitz und wurde 1949 in die Zusatzliste der Monuments historiques eingetragen.

## Wirtschaft
Das Bild der Gemeinde wird von Weinbergen und Obstplantagen geprägt. Ein wichtiger Erwerbszweig der Mondragonnais genannten Einwohner ist der Weinbau. Es gibt eine Genossenschaft der Weinbauern vor Ort.
Auf dem Gemeindegebiet gelten die kontrollierten Herkunftsbezeichnungen (AOC) für Olivenöl (Huile d’olive de Provence), Weine aus den Weinbaugebieten Côtes du Rhône und Côtes du Rhône Villages sowie geschützte geographische Angaben (IGP) für Geflügel (Volailles de la Drôme), Honig (Miel de Provence) und Rot-, Weiß- und Roséwein der Bezeichnung Méditerranée und Vaucluse.